# 푸호아현
푸호아현(베트남어: Huyện Phú Hòa / 縣富和)은 베트남 남중부 지방 푸옌성의 현이다.

## 행정 구역
푸호아현은 1시진 8사를 관할하고 있다.

### 시진
- 푸호아 시진 (Thị trấn Phú Hòa, 富和市鎭)

### 사
- 호아안 사 (Xã Hòa An, 和安社)
- 호아딘동 사 (Xã Hòa Định Đông, 和定東社)
- 호아딘떠이 사 (Xã Hòa Định Tây, 和定西社)
- 호아호이 사 (Xã Hòa Hội, 和會社)
- 호아꽝박 사 (Xã Hòa Quang Bắc, 和光北社)
- 호아꽝남 사 (Xã Hòa Quang Nam, 和光南社)
- 호아탕 사 (Xã Hòa Thắng, 和勝社)
- 호아찌 사 (Xã Hòa Trị, 和治社)